# Blattner Géza-díj
A Blattner Géza-díj kiemelkedő bábművészeti tevékenység – bábszínész, rendező, tervező, dramaturg, zeneszerző, műfordító – elismerésére adományozható állami kitüntetés.
A díjat – amelynek jutalomösszege 200 000 Ft/fő – évente, március 15-én két személy kaphatja.
A kitüntetett adományozást igazoló okiratot és érmet kap.
Az érem kerek alakú, bronzból készült, átmérője 80, vastagsága 8 milliméter. Az érem Szöllőssy Enikő szobrászművész alkotása, egyoldalas, Blattner Géza domború arcképét ábrázolja, és BLATTNER GÉZA-DÍJ felirattal van ellátva.

## Díjazottak

### 2025
- Láposi Terka művészetpedagógus, a Vojtina Bábszínház művészeti vezetője.

### 2023
- Giovannini Kornél bábművész, a Budapesti Bábszínház volt bábszínésze.

### 2021
- Fabók Mariann színművész, bábművész, a Fabók Mancsi Bábszínháza megalapítója
- Orosz Klaudia látványtervező

### 2019
- Galántai Csaba - bábművész
- Lenkefi Zoltán - a Békéscsabai Napsugár Bábszínház igazgatója

### 2017
- Asbóth Anikó, a debreceni Vojtina Bábszínház igazgatója, bábszínész

### 2015
- Török Ágnes bábszínész

### 2013
- Grosschmid Erik díszlet-, báb és jelmeztervező, szcenikus

### 2012
- Ács Norbert bábszínész
- Mátravölgyi Ákos báb- és díszlettervező

### 2011
- Apró Ernő bábszínész, Ciróka Bábszínház, Kecskemét
- Tengely Gábor bábszínész, főrendező

### 2010
- Majoros Gyula báb- és díszlettervező
- megosztva: Siklósi Gábor és Siklósiné Fers Klára bábszínészek

### 2009
- Veres András bábrendező
- megosztva: Pilári Gábor és Vajda Zsuzsanna, a pécsi MárkusZínház bábművészei

### 2008
- Badacsonyi Angéla bábművész
- Boráros Szilárd bábtervező (visszautasította)

### 2007
- Bartal Kiss Rita bábművész, rendező
- Szász Zsolt bábművész

### 2006
- Csák Zsolt, a Budapest Bábszínház bábművésze
- Kocsis Rozália, a Győri Vaskakas Bábszínház igazgatója

### 2005
- Rumi László bábművész
- Tisza Bea, a Kolibri Színház bábművésze

### 2004
- Kássa Melinda bábművész
- Pályi János bábművész

### 2003
- Kovács Géza bábművész
- Lengyel Pál rendező

### 2002
- Kovács Ildikó, Kolozsváron élő bábrendező
- Szívós Károly, a Kolibri Színház bábművésze